# Centrale thermique de Futtsu
La centrale thermique de Futtsu est une centrale thermique à cycle combiné située dans la préfecture de Chiba au Japon. Elle utilise le gaz naturel liquéfié comme combustible et a une puissance maximale de 5 040 MW.